# Ulož.to Disk
Ulož.to Disk (dawniej Ulož.to) – czeska strona internetowa umożliwiająca przechowywanie danych w ramach internetowej przestrzeni dyskowej. Jest to największy czeski serwis oferujący usługę hostowania plików.
Strony platformy są dostępne w czterech wersjach językowych: czeskiej (uloz.to), słowackiej (ulozto.sk), polskiej (zachowajto.pl) i angielskiej (ulozto.net). Oprócz tego oferowane są aplikacje dla systemów mobilnych. 
Portal został założony 5 maja 2007. W grudniu 2020 r. był 22. stroną WWW w kraju pod względem popularności (według danych Alexa Internet). Największą popularność serwis zyskał w Czechach i na Słowacji. Niegdyś umożliwiał przeszukiwanie zasobów znajdujących się w repozytorium, również bez rejestracji, oraz ściąganie zgromadzonych treści, przy czym użytkownikom niezalogowanym narzucano ograniczenie szybkości pobierania danych (300 kB na sekundę). W marcu 2023 r. serwis zmienił nazwę z Ulož.to na Ulož.to Disk. 1 grudnia 2023 r. zrezygnowano z możliwości udostępniania plików pomiędzy użytkownikami strony ze względu na europejski akt DSA.
Po stwierdzeniu na stronie obecności materiałów pornograficznych serwis został wycofany z głosowania w plebiscycie Křišťálová Lupa 2011. Od 2015 r. treści o tematyce erotycznej są dostępne za pośrednictwem serwisu PORNfile.cz, który w 2023 r. przekształcił się w PINKfile.cz.
Odnotowano, że platforma była często wykorzystywana do udostępniania treści chronionych prawem autorskim (muzyki, filmów i programów telewizyjnych). W 2022 r. aplikacja serwisu została tymczasowo usunięta ze sklepu Google Play w związku z zarzutami dotyczącymi piractwa.